# Martin Klaman
John Martin Klaman, född 23 juli 1955 i Stockholm, är en svensk låtskrivare.

## Låtar skrivna av Martin Klaman
- Dansa hela natten, framförd av Kikki Danielsson & Roosarna på albumet På lugnare vatten 1990
- Det finns en sol, skriven tillsammans med Hans Skoog, framförd av Kikki Danielsson 1989 på albumet Canzone d'amore
- En enda gång, skriven tillsammans med Hans Skoog, Kikki Danielssons bidrag till den svenska Melodifestivalen 1992 samt av Kikki Danielsson & Roosarna på albumet En enda gång 1992
- Finns här för dig, skriven tillsammans med Stefan Bagge, Ellinor Franzéns bidrag till den svenska Melodifestivalen 1996
- Ge mig din hand, skriven tillsammans med Hans Skoog, Richard Carlsohns bidrag till den svenska Melodifestivalen 1993
- Ge mig sol, ge mig hav, skriven tillsammans med Keith Almgren och Ulf Söderberg, framförd av Kikki Danielsson & Roosarna på albumet På lugnare vatten 1990
- Jag önskar dig allt gott på Jorden, skriven tillsammans med Hans Skoog framförd av Kikki Danielsson & Roosarna på albumet En enda gång 1992
- Kvällens sista dans, skriven tillsammans med Hans Skoog framförd av Kikki Danielsson & Roosarna på albumet En enda gång 1992
- Lätta dina vingar, skriven tillsammans med Keith Almgren, framförd av Kikki Danielsson 1989 på albumet Canzone d'Amore
- Natt efter natt, skriven tillsammans med Hans Skoog framförd av Kikki Danielsson & Roosarna på albumet En enda gång 1992
- Natten är vår, skriven tillsammans med Keith Almgren, framförd av Keith Almgrens orkester 1993 på albumet Natten är vår, Zlips på albumet "Tillsammans igen" - 2000, och Wahlströms.
- Samma vindar, samma hav, skriven tillsammans med Hans Skoog framförd av Kikki Danielsson på albumet Vägen hem till dig 1991
- Sången över havet, skriven tillsammans med Hans Skoog, Lizette Pålssons bidrag till den svenska Melodifestivalen 1990
- Vi har ett eget paradis, skriven tillsammans med Hans Skoog framförd av Kikki Danielsson på albumet Vägen hem till dig 1991
- Vägen hem till dig, skriven tillsammans med Hans Skoog framförd av Kikki Danielsson på albumet Vägen hem till dig 1991

### Fotnoter
1. 1 2  Sveriges befolkning 1990, CD-ROM, Version 1.00, Riksarkivet (2011).